# Сельцо (Левобережное сельское поселение)
Сельцо — деревня в Тутаевском районе Ярославской области. Входит в состав Левобережного сельского поселения.

## География
Находится в центральной части Ярославской области на расстоянии приблизительно 4 км на северо-запад по прямой от города Тутаев на левом берегу Волги.

## История
Деревня была отмечена еще на карте 1798 года. В 1898 году здесь (тогда деревня Романово-Борисоглебского уезда Ярославской губернии) было учтено 6 дворов.

## Население
Численность населения: 12 человек (русские 100 %) в 2002 году, 1 в 2010.